# Мацеюв (Люблінське воєводство)
Мацеюв (пол. Maciejów) — село в Польщі, у гміні Сенниця-Ружана Красноставського повіту Люблінського воєводства. Населення — 214 осіб (2011).

## Історія
За даними етнографічної експедиції 1869—1870 років під керівництвом Павла Чубинського, у селі переважно проживали римо-католики, меншою мірою — греко-католики, які здебільшого розмовляли українською мовою.
У 1975—1998 роках село належало до Холмського воєводства.

## Демографія
Демографічна структура станом на 31 березня 2011 року:
|          | Загалом | Допрацездатний вік | Працездатний вік | Постпрацездатний вік |
| -------- | ------- | ------------------ | ---------------- | -------------------- |
| Чоловіки | 100     | 18                 | 67               | 15                   |
| Жінки    | 114     | 20                 | 65               | 29                   |
| Разом    | 214     | 38                 | 132              | 44                   |